# Radicondoli
Radicondoli – miejscowość i gmina we Włoszech, w regionie Toskania, w prowincji Siena.
Według danych na rok 2004 gminę zamieszkiwało 978 osób, 7,4 os./km².